# Vitae Mysterium
Vitae Mysterium, česky Tajemství života, je apoštolský list papeže Jana Pavla II. vydaný ve formě Motu proprio 11. února 1994.
Tímto motem proprio byla zřízena Papežská akademie pro život.